# Współczynniki pełnotliwości
Współczynniki pełnotliwości – parametry liczbowe opisujące kształt kadłuba statku, podane są w danych hydrostatycznych. Zależą one od przebiegu linii teoretycznych kadłuba i zanurzenia jednostki.

## Współczynniki pełnotliwości dla danego zanurzenia

### Współczynnik pełnotliwości wodnicy (ang.waterplane area coefficient)

Pole powierzchni wodnicy na tle opisanego na niej prostokąta, opisanego za pomocą podstawowych wymiarów wodnicy.

Stosunek powierzchni wodnicy do powierzchni opisanego na niej prostokąta. Oznaczany jest jako {\displaystyle \alpha } lub {\displaystyle C_{w}} i obliczany za pomocą wzoru
{\displaystyle \alpha ={\frac {A_{W}}{L_{W}\cdot B_{W}}},}
gdzie:
{\displaystyle A_{W}} – powierzchnia wodnicy pływania,
{\displaystyle L_{W}} – długość wodnicy pływania,
{\displaystyle B_{W}} – szerokość wodnicy pływania.

### Współczynnik pełnotliwości owręża (ang.midship section coefficient)

Pole powierzchni owręża na tle opisanego na niej prostokąta, opisanego za pomocą podstawowych wymiarów wodnicy.

Stosunek powierzchni przekroju podwodnej części kadłuba w płaszczyźnie owręża do powierzchni opisanego na niej prostokąta. Oznaczany jest jako {\displaystyle \beta ,} lub {\displaystyle C_{m}} i obliczany za pomocą wzoru
{\displaystyle \beta ={\frac {A_{O}}{T\cdot B_{W}}},}
gdzie:
{\displaystyle A_{O}} – powierzchnia podwodnej części owręża,
{\displaystyle T} – zanurzenie statku,
{\displaystyle B_{W}} – szerokość wodnicy pływania.

### Współczynnik pełnotliwości kadłuba (ang.block coefficient)

Objętość podwodnej części kadłuba na tle opisanego na niej prostopadłościanu, opisanego za pomocą podstawowych wymiarów wodnicy i zanurzenia.

Stosunek objętości podwodnej części kadłuba do objętości prostopadłościanu opisanego na tej części. Oznaczany jest jako {\displaystyle \delta ,} lub {\displaystyle C_{b}} i obliczany za pomocą wzoru
{\displaystyle \delta ={\frac {V}{L_{W}\cdot B_{W}\cdot T}},}
gdzie:
{\displaystyle V} – objętość podwodnej części kadłuba,
{\displaystyle L_{W}} – długość wodnicy pływania,
{\displaystyle B_{W}} – szerokość wodnicy pływania,
{\displaystyle T} – zanurzenie statku.

## Konstrukcyjne współczynniki pełnotliwości
Oprócz podanych powyżej stosuje się także konstrukcyjne współczynniki pełnotliwości, które są obliczone tylko dla projektowego zanurzenia statku i świadczą o jego cechach eksploatacyjnych. Małe współczynniki {\displaystyle \alpha _{K}} i {\displaystyle \delta _{K}} charakterystyczne są dla jednostek szybkich takich jak okręty wojenne. Duże natomiast cechują statki wolne o wysokich nośnościach takich jak tankowce. Współczynnik {\displaystyle \beta _{K}} świadczy o poprzecznym skosie dna statku i promieniu przejścia dna w burty.
| Typ statku         | {\displaystyle \alpha _{K}} | {\displaystyle \beta _{K}} | {\displaystyle \delta _{K}} |
| ------------------ | --------------------------- | -------------------------- | --------------------------- |
| Statki pasażerskie | 0,73 – 0,81                 | 0,92 – 0,96                | 0,50 – 0,60                 |
| Promy              | 0,75 – 0,82                 | 0,94 – 0,97                | 0,55 – 0,65                 |
| Drobnicowce        | 0,82 – 0,87                 | 0,93 – 0,98                | 0,70 – 0,78                 |
| Kontenerowce       | 0,78 – 0,85                 | 0,92 – 0,96                | 0,65 – 0,75                 |
| Duże masowce       | 0,80 – 0,88                 | 0,98 – 0,99                | 0,75 – 0,85                 |
| Duże zbiornikowce  | 0,82 – 0,88                 | 0,98 – 0,99                | 0,78 – 0,87                 |